# Xã Crawford, Quận Buchanan, Missouri
Xã Crawford (tiếng Anh: Crawford Township) là một xã thuộc quận Buchanan, tiểu bang Missouri, Hoa Kỳ. Năm 2010, dân số của xã này là 914 người.